# Taufkircher

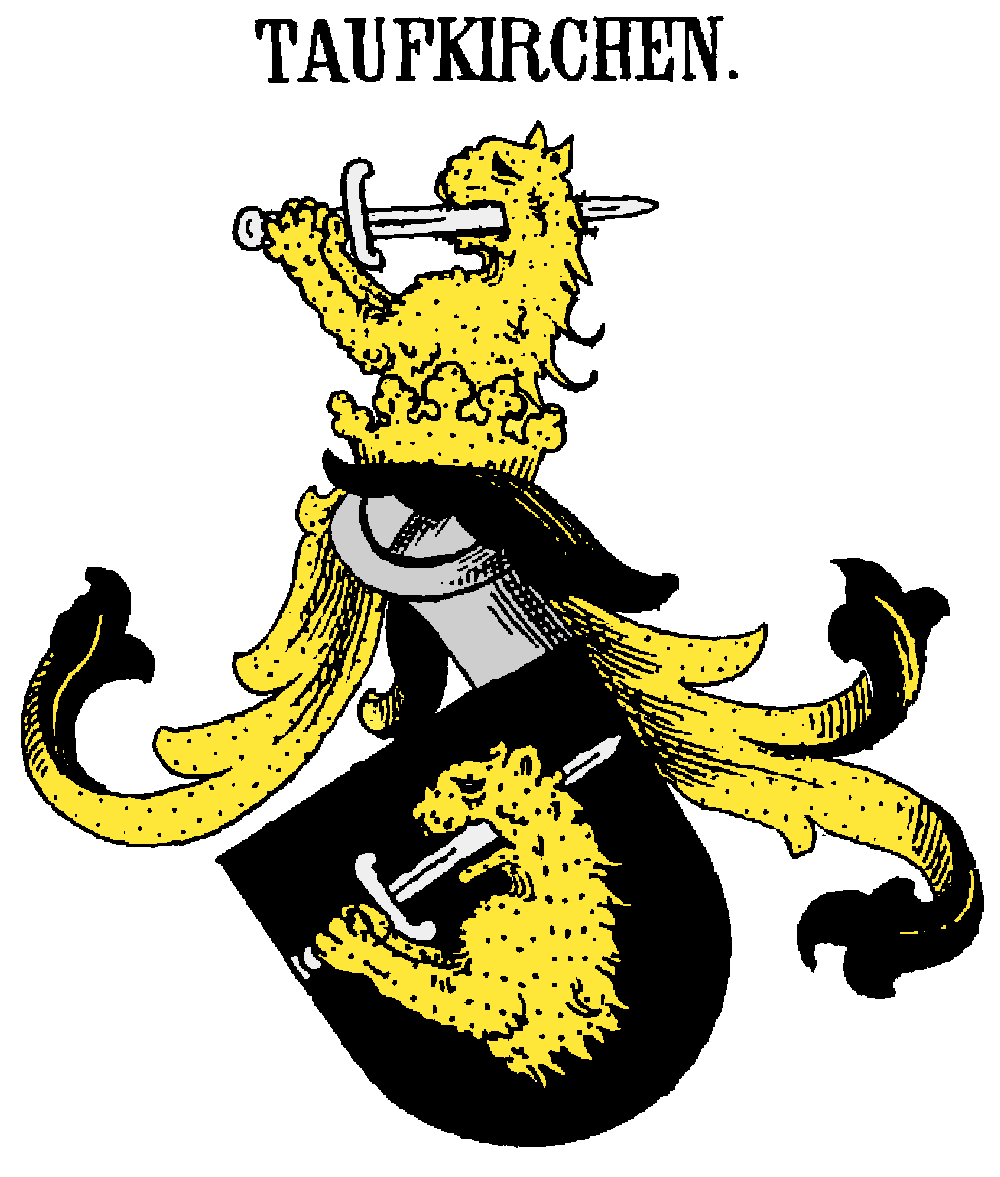
Wappen derer von Taufkirchen

Taufkircher (Taufkirchen) ist der Name eines alten bayerischen Adelsgeschlechts. Die Taufkircher stammen aus der Gemeinde Taufkirchen bei München. Sie bestimmten dort und im nahen München ab 1300 für 250 Jahre das politische, wirtschaftliche und auch religiöse Geschick.
Das hier behandelte Geschlecht ist zu unterscheiden von den ebenfalls bayerischen von Taufkirchen zu Taufkirchen an der Vils. Noch 1824 hatte sogar das königlich bayerische Reichsheroldsamt anlässlich der Wappenverleihung an die damals in den Freiherrenstand erhobene Familie Moreau als Besitzer des Wasserschlosses Taufkirchen bei Taufkirchen an der Vils dieser fälschlich das Löwenwappen der im 17. Jahrhundert ausgestorbenen Taufkircher zu Taufkichen bei München und Höhenrain zuerkannt.

## Geschichte

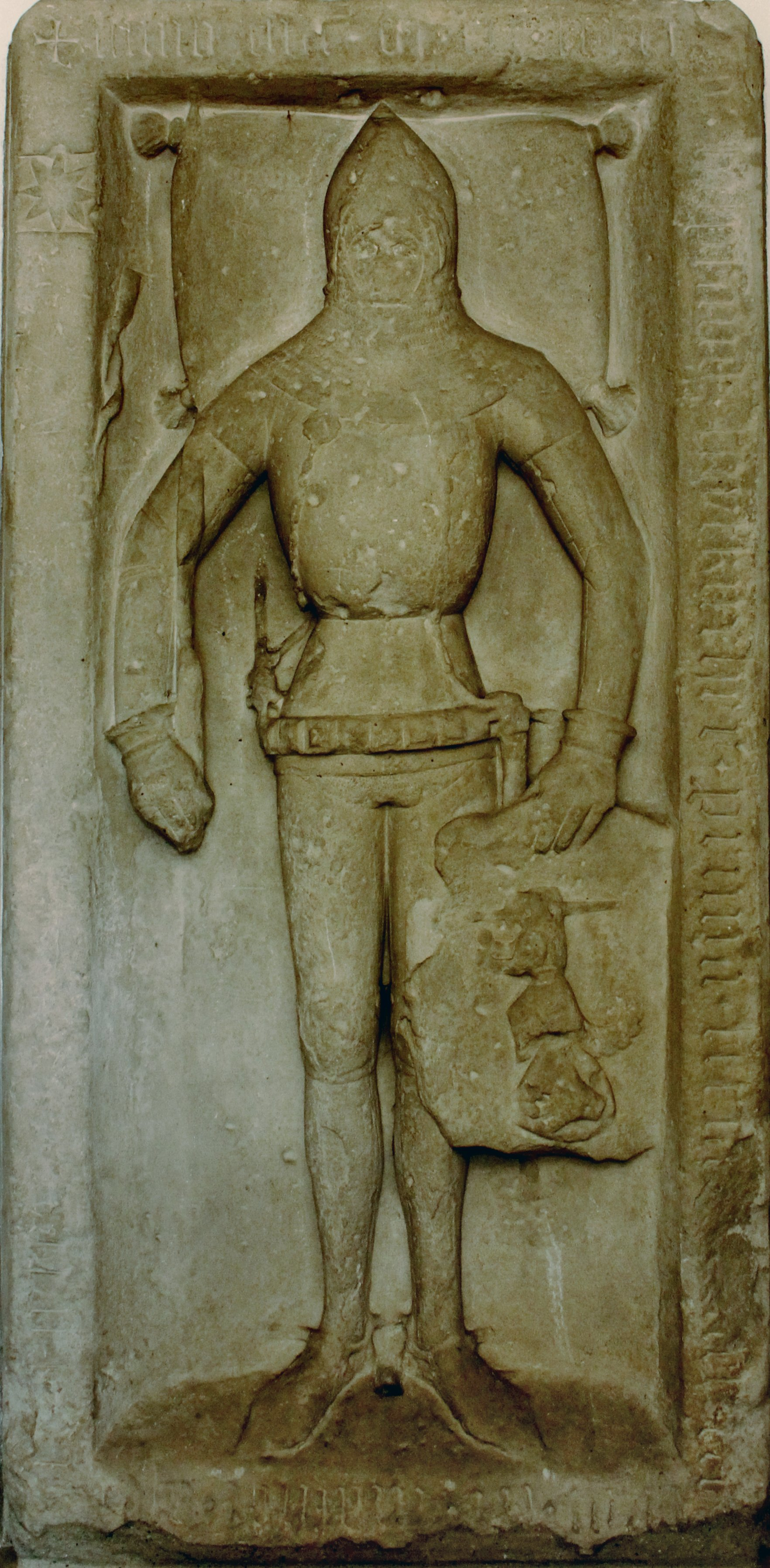
Grabplatte des Ritter Hilprant in der Kirche St. Johannes in Taufkirchen

Möglicherweise war Juditha de Tovkirchen um die Mitte des 12. Jahrhunderts die erste Vertreterin des Geschlechts. Oder die Linie stammt aus der Gefolgschaft des Klosters Tegernsee. Um die Zeit der ersten Taufkircher diente der Sedelhof der Versorgung des Geschlechts der Taufkircher. Sicher nachgewiesen ist die Linie ab dem Ritter Hilprant, nach dem in Taufkirchen eine Straße und ein Gebäude benannt sind. Er ist ungefähr 1310 geboren, heiratete 1330 und starb 1381. Es gibt keinen dokumentarischen Hinweis darauf, dass Hilprant oder seine Nachfolger dem Ritterstand angehörten. Doch zeigt die in der Dorfkirche angebrachte Grabplatte ihn in Ritterrüstung. Hilprants Braut war Mechthild von und zu Weichs aus einem alten Hochadelsgeschlecht aus Weichs im Dachauer Land. „Hylprant Taefchircher“ trat als Rechtsbeisitzer in Gerichtsverhandlungen auf, ebenso als Siegler bei amtlichen Beurkundungen, wobei er sein eigenes Löwensiegel benutzte.
Der Familie der Taufkircher gelang es, im Münchner Raum hohes Ansehen zu erringen. Hilprants Sohn Gebhard war Abt des Klosters Tegernsee. Auch das Kloster Ebersberg wurde angeblich um 1343 von einem Taufkircher geleitet. Der zweite Sohn Hilprants, Conrad, war Richter in München. Er war es, der die aufwändige Grabplatte für seinen Vater in Ritterrüstung errichten ließ. Um 1430 waren Die Taufkircher Mitglied der Standesvertretung der „Landschaft“.
Ein späterer Nachfahre Hilprants, Georg II Taufkircher (1509–1580), wurde am Münchner Hof als Edelknabe erzogen und zu einer herausragenden Persönlichkeit. Als Hofjunker unterstanden ihm später die herzöglichen Pferde und Stallungen. In dieser Funktion zog er für Kaiser Karl V. im Rahmen eines Kontingentes des bayerischen Militärkreises (Militärbezirks) in den Krieg und wird 1528 bei der Belagerung von Wien durch die Türken genannt. Es heißt, er war „Anno 1528 des türggischen Khaiser Selims belagerung vor der Haubstat Wienn in Österreich“ beteiligt. 1530 wird er beim Feldzug bei Nizza in Frankreich genannt. Er wurde danach Hofrat (Mitglied der obersten Justiz) Hofkammerrat (Finanzbehörde) und schließlich Geistlicher Rat. Als solcher wirkte er beim Herzog beim Aufbau dieser „Behörde für alle gegenreformatorischen Maßnahmen“ mit. Die Taufkircher bewohnten in Taufkirchen einen zentralen Schlossanger, ein hölzernes Herrenhaus mit Obstgarten unmittelbar nordöstlich der Kirche. Der Sitz wird von Philipp Apian 1585 als „arx“ (Burg oder Schloss) bezeichnet. Auch im Historischen und heraldischen Verzeichnis der bayerischen Turnierer und Helden von 1762 wird das Schloss der Taufkircher genannt.
In Taufkirchen ging die Herrschaft der Taufkircher 1544 zu Ende. Georg übergab 1544 sein Besitztum in Taufkirchen Herzog Wilhelm IV. Im Gegenzug stufte der Herzog den Gerichtsbezirk zur Hofmark auf und übergab Georg die wesentlich größere Hofmark Höhenrain. Der begüterte Georg II von Taufkirchen und Herzog Albrecht V. einigten sich 1577 auf den Rückkauf der Hofmark durch die Taufkircher. Der Kaufvertrag blieb aber wegen des nahen Todes beider unvollzogen.

## Wappen

Wappen der Taufkircher

Nach Johann Siebmacher: In Schwarz ein oberhalb goldener Löwe, der sich ein silbernes Schwert durch Rachen und Hinterkopf bohrt. Auf dem Helm mit schwarz-goldenen Helmdecken der Löwe des Schildbildes. Im Familienbuch der Taufkircher: „halber Löwe sich meinem Schwert durch Maul und Kopf stechend“. Im Historischen und Heraldischen Verzeichnis der Bayerischen Turnierer und Helden von 1762 heißt es: „Die Alttaufkirchner führen einen halben, goldenen löwen, so mit den klauen einen silbernen degen im maule haltet, im schwarzen felde.“

## Namensträger
1. Juditha de Tovkirchen (um 1148).[12]
2. (Ritter) Hilprant (1310–1381).

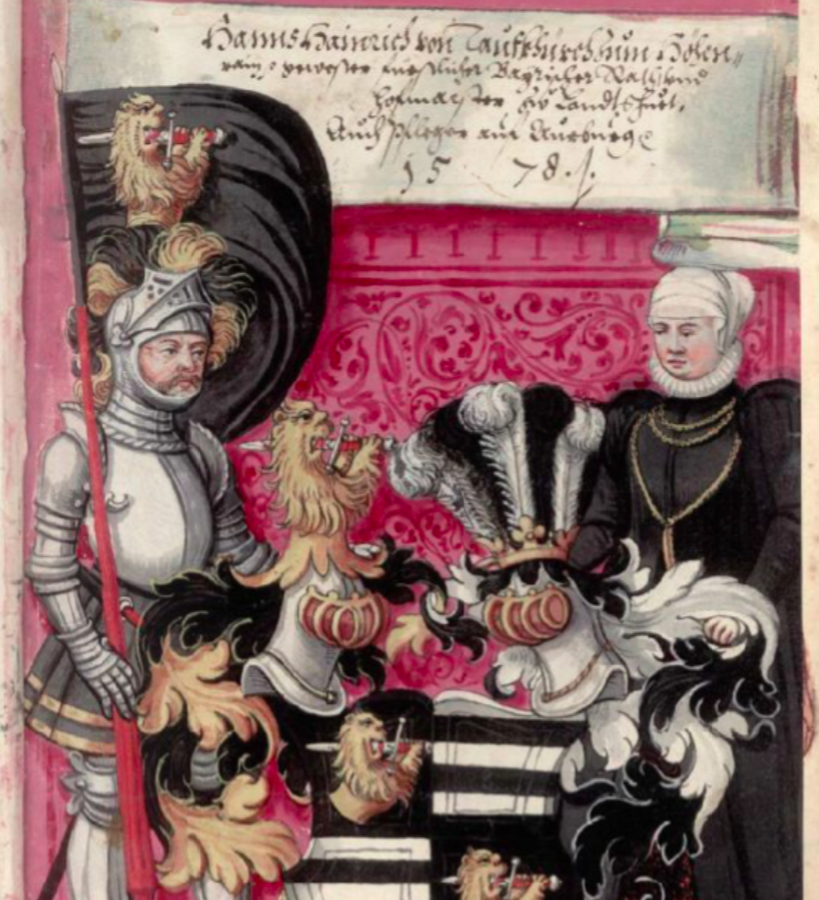
Hans Heinrich von Taufkirchen und Ehefrau Katharina. Wappenbuch von Steffan Ebersberger (1593–1600)

3. Gebhard, Sohn des Bruders Otto von 2. Abt des Klosters Tegernsee von 1372–1393.[13]
4. Conrad zweiter Sohn von 2. Richter der Stadt München für die Dauer von 5 Jahren. Ehrenamt des „Kuchelmeisters“ im Kloster Tegernsee.[14]
5. Hilprant II, Sohn von 2.
6. Heinrich Otto II, Sohn von 5. Hofmeister des Bischofs Albrecht III. in Regensburg und Pfleger in Gauting an der Aber, zuständig für Militär, Polizei und Verwaltung und Leiter des Gerichts.
7. Hilprand, Sohn von 5. und Bruder von 6. Domherr in Freising, Mitglied des Domkapitels.
8. Georg, Sohn von 6. vorbestraft, Klosterrichter in Tegernsee 1431–1466.
9. Hans, ältester Sohn von 8.
10. Hans Heinrich (gest. 1524), ältester Sohn von 9., pilgerte 1500 „aus Frommen Stücken“ zu Fuß nach Rom.
11. Hans Otto, Sohn von 10. Hofjunker bei Herzog Ludwig X.
12. Georg II (1509–1580), (Georg von Taufkirchen zu Höchenrain), Sohn von 10. Bruder von 11. Erzogen als Edelknabe am Münchner Hof, Hofjunker, Teilnahme an der Ersten Belagerung Wiens 1528 und an der Belagerung Nizzas, Hofrat (Mitglied der Obersten Justizbehörde), Hofkammerrat (Finanzverwaltung), 1569 Geistlicher Rat. Begraben und Gedenkstein neben weiteren Taufkirchern in der Kirche in Höhenrain.[15] Er hatte 10  Nachkommen.
13. Hans Heinrich II (geb. 1539 München, gest. 1600 Höhenrain). Studium an der Universität Ingolstadt, Burgiß (Bourges) und Padua. Hofrecht bei Herzog Albrecht V.  in München und Chef der Saline in Reichenhall.[16] Ließ ein Wappenbuch der Taufkircher erstellen. Hinterließ 8 Kinder.
14. Johann Baptist (geb. 1548 München, gest. 1612 Großhöhenrain). Dritter Sohn von 12. Kam mit 12 Jahren an den Hof des polnischen Königs der Herzogin Katarina von Österreich, wo er fünf Jahre erzogen wurde. Anschließend Truchseß in Linz, dann Kämmerer und Stallmeister beim Bischof in Passau.[17]
15. Wilhelm von Taufkirchen und Höhenrain (geb. 1553 München, gest. 1629 Freising). Vierter und jüngster Sohn von 12. 1572 an der Universität Ingolstadt, 1575 an der Universität Siena immatrikuliert. Bischöflicher Rat in Freising, 1581 auch Rat und Truchseß bei Kurfürst Ernst zu Köln. Er unternahm 1581–82 eine Pilgerrschiffsreise nach Palästina[18] und war in fremden Kriegsdiensten tätig.[19] Gestorben 1629 in Freising, beigesetzt mit Epitaph in der Stadtpfarrkirche.
16. Das Geschlecht der Taufkircher starb 1686 mit dem Tod von Maria Catherina aus.[20]